# USBWA National Freshman of the Year
USBWA National Freshman of the Year – nagroda koszykarska przyznawana corocznie przez Amerykańskie Stowarzyszenie Dziennikarzy Koszykarskich (USBWA) najlepszym pierwszorocznym zawodnikom akademickim w kategorii mężczyzn oraz kobiet. Koszykarzom jest przyznawana od sezonu 1988/89, natomiast koszykarkom od rozgrywek 2002/03.
26 lipca 2010 USBWA (United States Basketball Writers Association) ogłosiło, że zmienia nazwę nagrody przyznawanej koszykarzom z National Freshman of the Year award na Wayman Tisdale Award. Wayman Tisdale jako pierwszy pierwszoroczny zawodnik w historii NCAA został zaliczony do I składu All-American. Miało to miejsce w  1983 roku. Nagroda dla kobiet została oficjalnie nazwana Tamika Catchings Award 17 października 2019 r. Tamika Catchings, gwiazda niepokonanej narodowej mistrzyni Tennessee Lady Volunteers w latach 1997-98, została trzykrotnym All-American i jednym z najbardziej utytułowanych graczy WNBA w historii, a także czterokrotną złotą medalistką olimpijską z reprezentacji USA.
Chris Jackson i Seimone Augustus zostali pierwszymi laureatami w historii, odpowiednio w kategorii mężczyzn oraz kobiet, oboje występowali na uczelni LSU. Nigdy nie było remisu dla mężczyzn, ale były dwie dla kobiet, z Tasha Humphrey z Georgii i Candice Wiggins ze Stanford dzielące nagrodę 2004–2005, a Paige Bueckers z UConn i Caitlin Clark z Iowa dzielą się nagrodą 2020–21.
Tylko czterech graczy zostało nazwanych National Player of the Year (otrzymując nagrody Naismith lub Wooden dla mężczyzn lub kobiet) w tym samym sezonie, w którym zostali nazwani USBWA Freshman of the Year. Wśród męskich graczy Kevin Durant z Teksasu był pierwszym w latach 2006–2007, a następnie Anthony Davis z Kentucky w latach 2011–2012 i Zion Williamson z Duke w latach 2018–19. Pierwszą kobietą, która otrzymała oba wyróżnienia, była Bueckers w latach 2020–21.

## Laureaci
| ^ | Zawodnicy/czki współdzielący nagrodę |
| * | Nagrodzony tytułem Zawodnika/czki Roku: the im. Naismitha lub im. Johna R. Woodena (uwaga: pierwszak nie kwalifikuje się do innej głównej nagrody kobiecej, Wade Trophy) |

| Sezon   | Zawodnik           | Uczelnia        | Poz.            | Przyp.          |
| ------- | ------------------ | --------------- | --------------- | --------------- |
| 1988–89 | Chris Jackson      | LSU             | PG              | [ 4 ]           |
| 1989–90 | Kenny Anderson     | Georgia Tech    | PG              | [ 5 ]           |
| 1990–91 | Rodney Rogers      | Wake Forest     | F               | [ 6 ]           |
| 1991–92 | Chris Webber       | Michigan        | C               | [ 7 ]           |
| 1992–93 | Jason Kidd         | California      | PG              | [ 7 ]           |
| 1993–94 | Joe Smith          | Maryland        | PF / C          | [ 4 ]           |
| 1994–97 | Nie przyznawano    | Nie przyznawano | Nie przyznawano | Nie przyznawano |
| 1997–98 | Larry Hughes       | Saint Louis     | SG              | [ 9 ]           |
| 1998–99 | Quentin Richardson | DePaul          | SF / SG         | [ 9 ]           |
| 1999–00 | Jason Gardner      | Arizona         | PG              | [ 9 ]           |
| 2000–01 | Eddie Griffin      | Seton Hall      | C               | [ 9 ]           |
| 2001–02 | T.J. Ford          | Texas           | PG              | [ 4 ]           |
| 2002–03 | Carmelo Anthony    | Syracuse        | SF              | [ 7 ]           |
| 2003–04 | Luol Deng          | Duke            | SF              | [ 9 ]           |
| 2004–05 | Marvin Williams    | North Carolina  | PF              | [ 6 ]           |
| 2005–06 | Tyler Hansbrough   | North Carolina  | PF              | [ 6 ]           |
| 2006–07 | Kevin Durant*      | Texas           | SG / SF         | [ 10 ]          |
| 2007–08 | Michael Beasley    | Kansas State    | PF              | [ 4 ]           |
| 2008–09 | Tyreke Evans       | Memphis         | SF / PG         | [ 11 ]          |
| 2009–10 | John Wall          | Kentucky        | PG              | [ 12 ]          |
| 2010–11 | Jared Sullinger    | Ohio State      | PF              | [ 13 ]          |
| 2011–12 | Anthony Davis*     | Kentucky        | C               | [ 14 ]          |
| 2012–13 | Marcus Smart       | Oklahoma State  | PG              | [ 15 ]          |
| 2013–14 | Jabari Parker      | Duke            | SF              | [ 16 ]          |
| 2014–15 | Jahlil Okafor      | Duke            | C               |                 |
| 2015–16 | Ben Simmons        | LSU             | F               | [ 17 ]          |
| 2016–17 | Lonzo Ball         | UCLA            | PG              | [ 18 ]          |
| 2017–18 | Trae Young         | Oklahoma        | PG              | [ 19 ]          |
| 2018–19 | Zion Williamson*   | Duke            | PF              | [ 20 ]          |
| 2019–20 | Vernon Carey Jr.   | Duke            | C               | [ 21 ]          |
| 2020–21 | Cade Cunningham    | Oklahoma State  | PG              | [ 22 ]          |

| Sezon    | Zawodnik           | Uczelnia       | Poz.   | Przyp. |
| -------- | ------------------ | -------------- | ------ | ------ |
| 2002–03  | Seimone Augustus   | LSU            | SG     | [ 23 ] |
| 2003–04  | Tiffany Jackson    | Texas          | F      | [ 24 ] |
| 2004–05^ | Tasha Humphrey     | Georgia        | C      | [ 25 ] |
| 2004–05^ | Candice Wiggins    | Stanford       | SG     | [ 25 ] |
| 2005–06  | Courtney Paris     | Oklahoma       | C      | [ 26 ] |
| 2006–07  | Tina Charles       | UConn          | C      | [ 27 ] |
| 2007–08  | Maya Moore         | UConn          | SF     | [ 28 ] |
| 2008–09  | Shekinna Stricklen | Tennessee      | SF / G | [ 29 ] |
| 2009–10  | Brittney Griner    | Baylor         | C      | [ 30 ] |
| 2010–11  | Odyssey Sims       | Baylor         | G      | [ 31 ] |
| 2011–12  | Elizabeth Williams | Duke           | C      | [ 32 ] |
| 2012–13  | Jewell Loyd        | Notre Dame     | G      | [ 33 ] |
| 2013–14  | Diamond DeShields  | North Carolina | G      | [ 34 ] |
| 2014–15  | Kelsey Mitchell    | Ohio State     | G      | [ 35 ] |
| 2015–16  | Kristine Anigwe    | California     | C      | [ 36 ] |
| 2016–17  | Sabrina Ionescu    | Oregon         | G      | [ 37 ] |
| 2017–18  | Chennedy Carter    | Texas A&M      | G      | [ 38 ] |
| 2018–19  | Rhyne Howard       | Kentucky       | G      | [ 39 ] |
| 2019–20  | Aliyah Boston      | South Carolina | C      | [ 40 ] |
| 2020–21^ | Paige Bueckers*    | UConn          | PG     | [ 41 ] |
| 2020–21^ | Caitlin Clark      | Iowa           | PG     | [ 41 ] |